# Niwki (Krościenko nad Dunajcem)
Niwki – część wsi Krościenko nad Dunajcem w Polsce, położona w województwie małopolskim, w powiecie nowotarskim, w gminie Krościenko nad Dunajcem. Wraz z Kątami stanowi sołectwo w tej gminie.
W latach 1975–1998 Niwki administracyjnie należały do województwa nowosądeckiego.